# Bethe-Heitler-Formel
Die Bethe-Heitler-Formel ist eine Formel zur Berechnung des Wirkungsquerschnitt für den Streuprozess eines Elektrons an einem Atom verbunden mit der Emission eines Lichtquants. Sie wurde von Hans Bethe und Walter Heitler 1934 gefunden.
Die Bethe-Heitler-Formel lautet für den differentiellen Wirkungsquerschnitt:
{\displaystyle {\frac {\mathrm {d} ^{4}\sigma }{\mathrm {d} k\,\mathrm {d} \theta \,\mathrm {d} \theta _{0}\,\mathrm {d} \phi }}=8\pi \alpha ^{3}{\frac {\sin \theta \sin \theta _{0}}{k}}{\frac {p}{p_{0}}}{\frac {(Z-F(q))^{2}}{q^{4}}}\Gamma }
Hierbei ist {\displaystyle {\vec {q}}} der Impulsübertrag auf das Atom, {\displaystyle {\vec {p}}_{0},{\vec {p}}} sind die Impulse des ein- und auslaufendes Elektrons, {\displaystyle {\vec {k}}} der Impuls des auslaufenden Photons. Es gilt hierbei:
{\displaystyle {\vec {q}}={\vec {p}}_{0}-{\vec {p}}-{\vec {k}}}
{\displaystyle F({\vec {q}})} ist der Formfaktor der Ladungsverteilung, welche auch als Screening-Funktion in dem Zusammenhang bezeichnet wird:
{\displaystyle F({\vec {q}})={\frac {1}{Q}}\int \mathrm {d} ^{3}{\vec {r}}\rho (r)\mathrm {e} ^{\mathrm {i} {\vec {q}}\cdot {\vec {r}}}}
{\displaystyle Q} ist dabei die Gesamtladung des Atoms und {\displaystyle \rho } seine Ladungsverteilung.
{\displaystyle \Gamma } ist definiert durch:
{\displaystyle {\begin{aligned}\Gamma =&{\frac {p^{2}\sin ^{2}\theta }{\epsilon ^{2}}}(4E_{0}^{2}-q^{2})+{\frac {p_{0}^{2}\sin ^{2}\theta _{0}}{\epsilon _{0}^{2}}}(4E^{2}-q^{2})-{\frac {2pp_{0}\sin \theta \sin \theta _{0}\cos \phi }{\epsilon \epsilon _{0}}}(4EE_{0}-q^{2})\\&+{\frac {2k^{2}}{\epsilon \epsilon _{0}}}(p^{2}\sin ^{2}\theta +p_{0}^{2}\sin ^{2}\theta _{0}-2pp_{0}\sin \theta \sin \theta _{0}\cos \phi )\end{aligned}}}
mit:
- {\displaystyle \epsilon =E-p\cos \theta }
- {\displaystyle \epsilon _{0}=E_{0}-p_{0}\cos \theta _{0}}

Hierbei sind {\displaystyle E_{0}} und {\displaystyle E} die Energie des ein- und auslaufenden Elektrons {\displaystyle E={\sqrt {p^{2}+m^{2}}}}
- {\displaystyle \theta _{0}} und {\displaystyle \theta } sind die Winkel zwischen dem Photonenvektor {\displaystyle {\vec {k}}} und den Impulsvektoren {\displaystyle {\vec {p}}_{0}} bzw. {\displaystyle {\vec {p}}} des ein- und auslaufenden Elektrons.
- Der Winkel {\displaystyle \phi } ist der Winkel zwischen der {\displaystyle ({\vec {p}},{\vec {k}})}  und der {\displaystyle ({\vec {p}}_{0},{\vec {k}})}-Ebene

Die Behandlung der Streuung von Elektronen an Atomen mit Strahlungsemission durch Bethe und Heitler beruht auf der komplett relativistischen Behandlung des Problems mit der Dirac-Gleichung mit der Bornschen Näherung in der 2. Ordnung Störungstheorie. Voraussetzung hierfür sind, dass {\displaystyle Z\alpha \ll 1} ist, also Ladungszahl des Atom multipliziert mit der Feinstrukturkonstante. Außerdem müssen die Impulse des ein- und auslaufenden Elektrons wesentlich größer sein als  {\displaystyle mZ\alpha }.